# Anthopsis
Anthopsis is een geslacht van schimmels uit de stam Ascomycota. De typesoort is Anthopsis deltoidea.

## Soorten
Het geslacht telt in totaal drie soorten (peildatum februari 2022):
| Soortnaam            | Auteur(s)                             | Publicatiejaar |
| -------------------- | ------------------------------------- | -------------- |
| Anthopsis catenata   | Oorschot, de Hoog & G. Schüler        | 1982           |
| Anthopsis deltoidea  | Fil. March., A. Fontana & Luppi Mosca | 1977           |
| Anthopsis microspora | K. Ando & Tubaki                      | 1985           |